# Heterodrilus rarus
Heterodrilus rarus är en ringmaskart som beskrevs av Erséus 1990. Heterodrilus rarus ingår i släktet Heterodrilus och familjen glattmaskar. Inga underarter finns listade i Catalogue of Life.